# Tmarus trituberculatus
Tmarus trituberculatus là một loài nhện trong họ Thomisidae.
Loài này thuộc chi Tmarus. Tmarus trituberculatus được Cândido Firmino de Mello-Leitão miêu tả năm 1929.